# ایالت هانوفر
 ایالت هانوفر (به آلمانی: Land Hannover) یک ایالت در آلمان است.